# Systems of Engagement
Systems of Engagement (sinngemäß: Systeme der Zusammenarbeit) ist ein Begriff aus der IT-Strategie. Es stellt die Interaktion und Kollaboration mit Menschen (Peer) in den Vordergrund. Systems of Engagement sind dezentralisierte IT-Komponenten, die Technologien wie Social Media und die Cloud integrieren, um Interaktionen zu fördern und zu ermöglichen.
Erstmals wurde der Begriff im Jahr 2011 in einem Konzept des US-amerikanischen Unternehmensberaters Geoffrey Moore skizziert, der in seinem White Paper "Systems of Engagement and the Future of Enterprise IT: A Sea Change in Enterprise IT." den Begriff als den nächsten Schritt in der Entwicklung der IT-fähigen Konsumentenerfahrung auf dem globalen Markt bezeichnete.
Systems of Engagement ermöglichen es, über Geschäftsgrenzen, globale Zeitzonen und Sprachunterschiede hinweg zu kommunizieren und zusammenzuarbeiten. Kulturbarrieren, unter Verwendung von IT-Anwendungen der nächsten Generation sowie Infrastrukturen, die aus dem Consumer-Raum angepasst wurden (z. B. Cloud). Dazu sind Kommunikationstechnologien erforderlich, die Echtzeitverbindungen erlauben und die Menschen sowohl synchron als auch asynchron zusammenarbeiten lassen.
Werkzeuge sind zum Beispiel:
- Wikis
- Echtzeit-Chat-Funktionen
- Crowdsourcing
- Web-Conferencing
- Video-Streams und Videokonferenzen

## Beispiele
- Eine vernetzte Waschmaschine liefert Nutzerdaten an den Hersteller. Statische Verkaufszahlen werden durch Nutzungsdaten erweitert.[3]
- Ein intelligenter Laufschuh in Verbindung mit einem Smartphone liefert dem Kunden zusätzlichen Nutzen durch die Datenanalyse des individuellen Bewegungsmusters und durch die Einbettung in ein mobiles Fitnessprogramm auf dem Smartphone

## Herausforderungen
Geschlossene, meist historisch gewachsene Geschäftsprozesse müssen aufgebrochen oder in Frage gestellt und ein Ökosystem geschaffen werden, das Kunden, Partner und Mitarbeiter erfasst. So tragen alle Beteiligten zu einer kontinuierlichen Verbesserung bei, indem sie Vorschläge, Ideen, Initiativen, aber auch konstruktive Kritik einbringen.
Aus Sicht eines CIOs nimmt dadurch die Komplexität der Systeme und der zugrunde liegenden Steuerungsprozesse zu. Dabei kämpfen die meisten IT-Abteilungen zunächst einmal mit der Tatsache, dass die existierenden Systeme auf statische Transaktionen ausgerichtet sind, nicht auf dynamische. Umgekehrte Datenströme zum automatischen Erfassen von Nutzungsdaten sind in den meisten Prozessketten nicht vorgesehen. Die riesigen Datenmengen, die durch die ständige Interaktion gesammelt und analysiert werden müssen, überfordern die Datenbanken und RZ-Landschaften. Hinzu kommen interne Steuerungsprozesse und Entwicklungsmodelle, die eine schnelle Reaktion auf die sich rasch verändernden Marktbedingungen unmöglich machen. Auch hemmen regulatorische Einschränkungen (Datenschutz, Betriebsgeheimnis, IT-Sicherheit, Revisionspflicht) agiles Vorgehen.

## Risiken
In vielen Fällen werden erste Gehversuche und Pilotprojekte direkt vom Business finanziert und gesteuert. Wildwuchs vieler kleiner Insellösungen können zu einer kostspieligen Schatten-IT-Infrastruktur führen. Speziell geförderte Startups liefern, losgelöst von Konzernprozessen, gute Ideen, die sich aber in bestehende IT-Infrastrukturumgebungen nur schwer oder nur mit Abstrichen integrieren lassen.